# Ischnoscelis
Ischnoscelis is een geslacht van kevers uit de familie bladsprietkevers (Scarabaeidae). Het geslacht werd voor het eerst wetenschappelijk beschreven in 1842 door Burmeister.

## Soorten
- Ischnoscelis cervantesi Curoe, 2013
- Ischnoscelis hoepfneri (Gory & Percheron, 1833)
- Ischnoscelis sinaloensis Bouchard & Curoe, 2012